# Sorø-Vedde-banen
Sorø-Vedde-banen – eller Veddebanen – var 1903-50 en dansk statsbane mellem Sorø på København-Korsør-banen og Vedde på Høng-Tølløse Jernbane.

## Historie
En væsentlig begrundelse for at anlægge banen var at Sorø manglede en station inde i byen. Byens station på København-Korsør-banen var pga. de store søer omkring byen placeret 2 km syd for byens centrum i byen Frederiksberg.
Ved den store jernbanelov fra 1894 fik regeringen bemyndigelse til at udfærdige koncession for Sorø-Vedde-banen som privatbane, hvor staten bidrog med halvdelen af anlægsudgifterne. Koncessionen blev efter ansøgning givet til Sorø byråd 1. maj 1900, men banen endte med at blive drevet af staten, som overtog banen i uopsigelig forpagtning. 20. november 1902 blev anlægget overdraget til DSB, og 1. februar 1903 startede driften.
Den store jernbanelov fra 1918 indeholdt en forlængelse fra Vedde til Holbæk øst om Åmosen. Den blev som de fleste andre projekter i denne lov ikke realiseret og ville heller ikke have ændret på, at banen gik gennem et tyndt befolket område.

## Strækningsdata
- Åbnet 1. februar 1903
- Samlet længde: 15,9 km
- Enkeltsporet
- Sporvidde: 1.435 mm
- Skinnevægt: 22,5 kg/m
- Maks. hastighed: 45 km/t
- Nedlagt: Persontrafikken 30. juni 1933, godstrafikken 8. oktober 1950

## Standsningssteder
- Sorø station (So) i km 0,0 – forbindelse med København-Korsør-banen. På Veddebanens tid blev stationen også kaldt Sorø Landstation til forskel fra Bystationen. Veddebanen havde selv 3 spor, drejeskive og tosporet lokomotivremise. Senere kom en træremise til rangertraktoren, der klarede trafikken, da banen blev godsbane.
- Sorø By station (By) i km 2,6 med 4 gennemgående spor, 3 stikspor til enderampe, varehuset og privat oliedepot samt læssespor ved svineslagteri og dyrskueplads.
- Pedersborg station (Pb) i km 5,2.
- Døjringe station (Dr) i km 8,7. I km 9,1 var der sidespor til Døjringe grusgrav, optaget 1923.
- Munke Bjergby station (Mb) i km 12,3.
- Vedde station (Ved) i km 15,9 – forbindelse med Tølløsebanen.

### Bevarede stationsbygninger
- Sorø By: Rådhusvej 8
- Pedersborg: Fulbyvej 3
- Døjringe: Dyssevej 3
- Munke Bjergby: Kirkebakkevej 8A

## Nedlæggelsen
Det i 1930 nedsatte "stykgodsudvalg" foreslog, at persontrafikken på banen blev indstillet. I henhold til Lov af 20. maj 1933 købte staten banen, hvorved den løstes af sin forpagtningsforpligtelse, og banen blev fra 1. juli 1933 drevet som godsbane. Ved overgangen til vinterkøreplanen 8. oktober 1950 blev godstrafikken mellem Sorø By og Vedde indstillet, og 30. september 1951 begyndte man at tage sporet op.
Den korte strækning mellem Sorø Station og Sorø By blev nedsat til sidespor under Sorø Station. Foruden godstrafikken blev der kørt udflugtstog, og der blev i 1952 oprettet et lille trinbræt tæt ved Sorø Sø, hvor passagererne kunne stige om til en turistbåd.
Sidste tog mellem Sorø Station og Sorø By kørte i 1970 og sporene blev fjernet i 1975.

## Strækninger hvor banetracéet er bevaret
3 km af banens tracé er bevaret og tilgængeligt, bl.a. Veddestien fra bymidten mod Pedersborg.
- Sti fra Stationspladsen i Frederiksberg
- Gennem Sønderskov
- Stien ender på Holbergsvej
- Fra Ringstedvej starter Veddestien mod Pedersborg
- Tracéet slutter ved Ottesvej, og en ny sti går under Nordmarksvej
- Dæmningen hen mod Nordmarksvej fra Søbredden
- Under dæmningen går broen over Heglinge Å